# Montebrier
Montebrier es una casa de plantación histórica ubicada en Brierfield, Alabama, Estados Unidos. 

## Historia
La casa de 1 1⁄2 pisos fue construida alrededor de 1853 por S.W Mahan en un estilo de cabaña neogótica. La casa se destaca por el uso de soportes de porche ligeramente arqueados y cornisas anchas que pueden mostrar la influencia de The Architecture of Country Houses de Andrew Jackson Downing. Actualmente permanece en la familia Mahan como residencia privada y fue agregado al Registro Nacional de Lugares Históricos el 2 de abril de 1973.